# Аняоку, Эмека
Эмека Аняоку полное имя Элеазар Чуквуэмека Аняоку (англ. Emeka Anyaoku; 18 января 1933, Обози, Колония и протекторат Нигерия (ныне штат Анамбра, Нигерия)) — нигерийский политический, государственный, общественный деятель, дипломат. Министр иностранных дел Нигерии (1983). Третий Генеральный секретарь Содружества Наций (1990—1999). Председатель Всемирного фонда дикой природы (2002—2009).

## Биография
Вождь народа Игбо. 
Окончил Ибаданский университет. Позже, изучал классическую филологию в Лондонском университете. Профессиональную карьеру начал в Корпорации развития Содружества Наций, где познакомился с будущим премьер-министром Нигерии А. Балева.
После обретения Нигерией независимости, поступил на дипломатическую службу, был личным помощником постоянного секретаря Министерства иностранных дел. Принимал активное участие в процессе, который привел к созданию Организации африканского единства (ОАЕ) в мае 1963 года.
В том же году начал работать в постоянном представительстве Нигерии при Организации Объединенных Наций в Нью-Йорке. В 1966 году стал заместителем директора по международным делам Секретариата Содружества Наций. В 1977 году был избран заместителем генерального секретаря этой организации. Занимал эту должность тринадцать лет с коротким перерывом, чтобы возглавить нигерийскую дипломатию в правительстве, которое было свергнуто в результате военного переворота.
В 1989 году на совещании в Куала-Лумпуре главы правительств стран-членов избрали его генеральным секретарем, а в 1995 году он был вновь переизбран на этот пост. Ушёл в отставку с должности Генерального секретаря Содружества 31 марта 2000 г.
Занимал должности:
1. 1975 — руководитель миссии Содружества в Мозамбике
2. 1979—1990 — Член Совета Института зарубежного развития в Лондоне.
3. 1984—1990 — Член управляющего совета Фонда спасения детей
4. 1992 — Почётный Член Римского клуба
5. 1994—1996 — Член Всемирной комиссии по лесам
6. 2000—2006 — Президент Королевского общества Содружества
7. 2000 — Президент Королевского африканского общества
8. 2001 — Член Группы видных деятелей Организации Объединенных Наций по содействию достижению целей Всемирной конференции против расизма
9. 2002—2009 — Президент Всемирного фонда дикой природы, WWF
10. 2004—2005 — Председатель Группы Генерального секретаря Организации Объединенных Наций по международной поддержке развития Африки
11. 2002—2010 — Член Управляющего совета Южного центра в Женеве
12. 2005—2013 — Попечитель Британского музея
13. 2000—2015 — Председатель Президентского консультативного совета по международным отношениям в Нигерии.
14. 2013 — н.в. — Президент Metropolitan Club, Лагос.

Был лордом-мэром города Нориджа.

## Награды
- Рыцарь Большого креста Королевского Викторианского ордена (2000)
- Орден Нигера
- Орден Компаньонов О. Р. Тамбо (ЮАР)
- Высшие награды Нигерии, а также высшие гражданские награды Камеруна, Лесото, Мадагаскара, Намибии и Тринидада и Тобаго.
- Имеет 33 почётных докторских степеней ведущих университетов Великобритании, Канады, Ганы, Ирландии, Нигерии, Южной Африки, Швейцарии и Зимбабве.